# Ruwenzori (Beni)
Pour les articles homonymes, voir Ruwenzori (homonymie).
Ruwenzori est une commune de la ville de Beni en République démocratique du Congo.

## Histoire

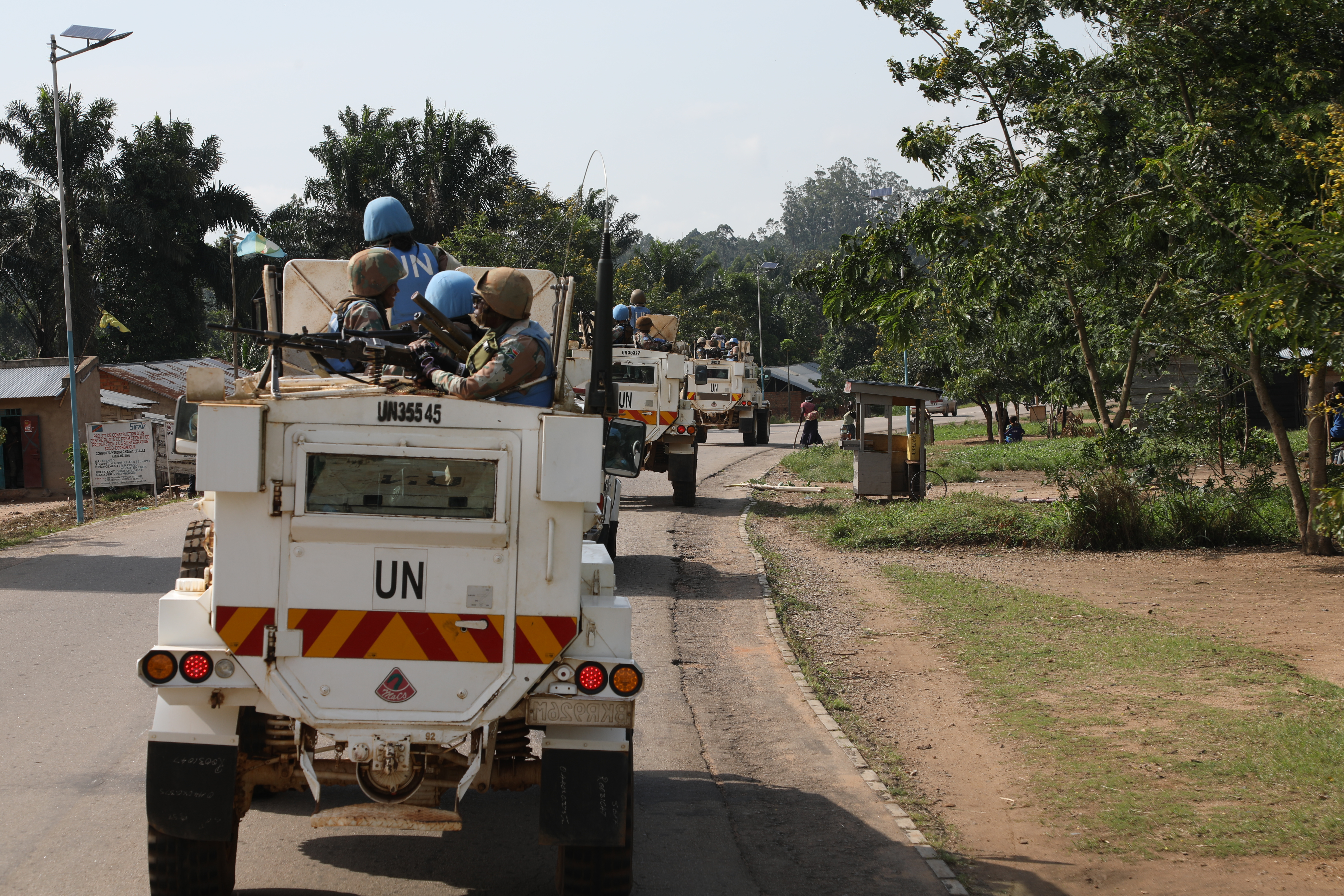
Patrouille de la MONUSCO à Ruwenzori, 2018.